# Kim Dong-hyun
Kim Dong-Hyun (Daegu, 20 mei 1984) is een voormalig Zuid-Koreaans voetballer.

## Carrière
Kim Dong-Hyun speelde tussen 2003 en 2011 voor Oita Trinita, Suwon Samsung Bluewings, Braga, Roebin Kazan, Seongnam Ilhwa Chunma, Gyeongnam FC en Sangju Sangmu Phoenix.

## Zuid-Koreaans voetbalelftal
Kim Dong-Hyun debuteerde in 2004 in het Zuid-Koreaans nationaal elftal en speelde 6 interlands, waarin hij 1 keer scoorde.